# Santa Eulàlia de Ronçana (kommunhuvudort)
Santa Eulàlia de Ronçana är en kommunhuvudort i Spanien.   Den ligger i provinsen Província de Barcelona och regionen Katalonien, i den östra delen av landet, 500 km öster om huvudstaden Madrid. Santa Eulàlia de Ronçana ligger 155 meter över havet och antalet invånare är 5 814.
Terrängen runt Santa Eulàlia de Ronçana är platt åt sydost, men åt nordväst är den kuperad. Runt Santa Eulàlia de Ronçana är det mycket tätbefolkat, med 1 692 invånare per kvadratkilometer. Närmaste större samhälle är Sabadell, 15,7 km sydväst om Santa Eulàlia de Ronçana. Runt Santa Eulàlia de Ronçana är det i huvudsak tätbebyggt.